# Tele-Ka
«Tele-Ka» (conocida mayormente como "Telekinesis") es una canción escrita por Gustavo Cerati e interpretada por la banda argentina Soda Stereo, es una de las canciones más conocidas del grupo. Es el tema N.º 6 del primer álbum de la banda, Soda Stereo, el cual salió a la venta el 27 de agosto de 1984.
Es probablemente el tema de Soda con el sonido más cercano al de The Police, ya que Gustavo Cerati canta en una octava muy aguda, similar al estilo de canto de Sting.
Fue interpretada desde los primeros shows de Soda en 1983, en la Gira Soda Stereo, Gira Nada Personal, parte de la Gira Signos y en la Gira Doble Vida, luego no sería interpretada hasta el 2007 (casi 20 años después) en la Gira Me Verás Volver como segundo tema.